# Västerhaninge-Muskö församling
Västerhaninge-Muskö församling är en församling i Haninge pastorat i Södertörns kontrakt i Stockholms stift. Församlingen ligger i Haninge kommun i Stockholms län.

## Administrativ historik
Församlingen bildades 2002 genom sammanslagning av Västerhaninge församling och Muskö församling och utgjorde därefter ett eget pastorat.  Från 2018 ingår församlingen i Haninge pastorat.

## Kyrkor
- Häringe kapell
- Muskö kyrka
- Tungelsta kyrka
- Västerhaninge kyrka
- Västerhaninge kapell